# Villa Bernasconi
Villa Bernasconi è un tipico esempio di villino isolato con torretta in stile Liberty. Situata in Cernobbio, fu commissionata dall'imprenditore tessile Davide Bernasconi all'architetto milanese Alfredo Campanini.

## Storia
Il Cavalier Bernasconi fondò la sua industria nel 1876, conosciuta poi come Tessiture Bernasconi. Inizialmente si trattava di una piccola tessitura con 40 telai. Nel 1906 i telai erano divenuti 560 ed erano stati aperti o acquistati altri stabilimenti a Cantello, Solbiate, Maccio, Giussano, Cagno, Figliaro. Una vasta area in centro paese venne occupata dall'ampliamento dello stabilimento di Cernobbio e l'insieme si configurò man mano come una tipica cittadella industriale. Oltre agli stabilimenti vennero costruite le case per gli operai, gli impiegati, la residenza padronale e l'asilo infantile. Il Cavalier Bernasconi decise di lasciare al figlio la vecchia casa padronale (sita vicino alla tessitura e ora sede degli uffici municipali) e costruire una nuova abitazione. La residenza doveva rappresentare il successo conseguito, la moda dei tempi e il clima di ottimismo e di benessere diffuso. Sita nei pressi del centro cittadino, la villa fu edificata su un lotto di terreno ai limiti degli stabilimenti serici di proprietà della famiglia. Nello stesso periodo si preparava a Milano l'Esposizione Universale per celebrare l'apertura del Traforo del Sempione. La villa fu ultimata nel 1906. Dopo alcuni decenni di usi differenti dalla dimora familiare (è stata anche sede della Guardia di Finanza), la villa è stata acquistata nel 1989 dal Comune di Cernobbio che, in più riprese a partire dal 1995, l'ha recuperata e restaurata.
La villa ospita il primo museo parlante permanente dedicato al Liberty e alla famiglia Bernasconi, inaugurato con un triduo di eventi tra il 24 e il 26 novembre 2017 grazie al progetto "Liberty Tutti" del Comune di Cernobbio in partenariato con la coop. sociale Mondovisione Archiviato il 12 maggio 2021 in Internet Archive. di Cantù.

## Descrizione

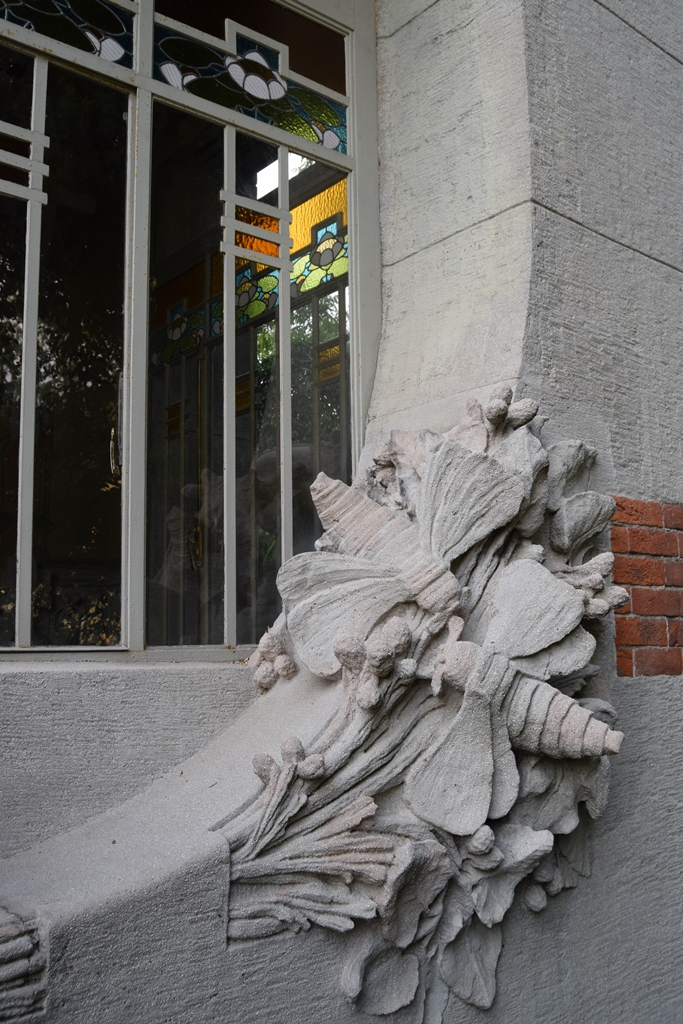
Farfalla del Bombyx mori in cemento decorativo

Villa Bernasconi si sviluppa su due piani, a pianta libera, con un seminterrato e una torretta. L'accesso avviene attraverso due differenti percorsi. Quello principale, sul lato est, tramite una scalinata porta a una veranda con serramento metallico e decorazioni policrome. Da questa veranda si accede a una sala quadrata centrale o allo scalone. Il secondo ingresso, sul lato sud, conduce a un loggiato/balcone in curva e da qui al salone di rappresentanza. Il principale elemento della composizione è il vano dello scalone centrale che diviene torretta panoramica, continuando in altezza oltre il piano superiore. La dinamica articolazione dei volumi di diversa altezza è caratterizzata dalle decorazioni attorno alle aperture, raccordate da due fregi: il primo, più basso, di mattoni; il secondo, più alto, di piastrelle policrome in ceramica.

### Decorazioni esterne
Ogni elemento decorativo è stato progettato dal Campanini nei minimi dettagli, integrando armoniosamente materiali e forme, coordinando il lavoro di artigiani di alto livello. La facciata è impreziosita da cementi decorativi in intonaco di cemento martellinato e inciso, a simulare una muratura a grandi blocchi. Ogni elemento architettonico è impreziosito da vere e proprie sculture, rappresentanti figure - bachi, fiori e farfalle - del ciclo di vita del baco da seta, ingigantite nelle dimensioni e ipertrofiche nel loro sviluppo. 

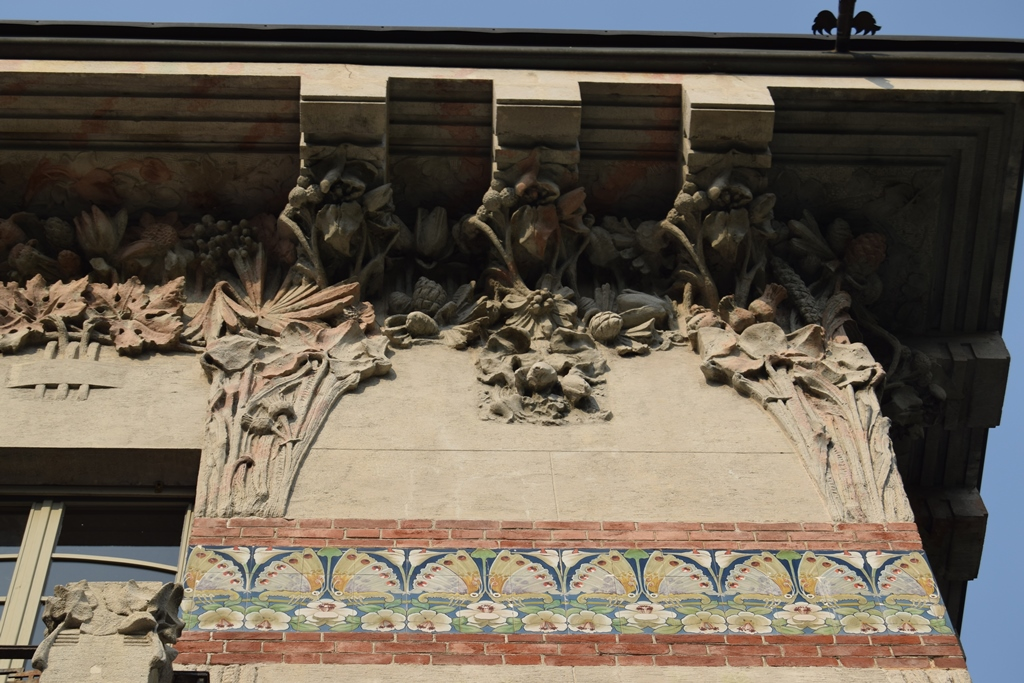
Farfalle nel fregio a piastrelle policrome

Altro elemento decorativo sono i fregi in piastrelle di ceramica, diversi tra loro, con fiori ed elementi vegetali stilizzati, in forti contrasti di colore. Nella fascia alta sono rappresentate le farfalle dei bachi da seta, mentre sotto la gronda sono presenti inserti di piastrelle con fondo azzurro e petali bianchi, forse ispirati alla magnolia. Più in basso corrono fasce minori di piastrelle semplici con foglie. Nel coronamento delle aperture, altri inserti ancora in fondo azzurro con fiori bianchi a petali appuntiti (forse gigli).
I ferri battuti sono verosimilmente il risultato dalla collaborazione tra il Campanini e Alessandro Mazzucotelli. Questa ipotesi è corroborata dalla presenza, nell'archivio di Mazzucotelli, di alcuni disegni preparatori per la casa personale dell'architetto, dall'alta qualità delle decorazioni della Villa, e dalla loro affinità stilistica con la produzione coeva dell'artista. I ferri di Villa Bernasconi sono molteplici: la cancellata, i parapetti delle scale e dei balconi, alcuni serramenti. Grande la varietà dei temi: foglie larghe e carnose, elementi grafici di eco viennese nei parapetti delle scale secondarie, rose e fili di ferro nella struttura dello scalone principale.

### Interni
Anche l'interno è dominato da elementi architettonici tipici dello stile Liberty. Il grande vano dello scalone principale di accesso al secondo piano è caratterizzato da una vetrata a tre sportelli che trasmette luce e colore. La parte figurata del disegno è un insieme di piccole parti di vetro colorato tenute insieme da una legatura metallica. Le decorazioni dipinte a parete sono ispirate al repertorio naturalista. Gli arredi lignei fissi, le porte e le finestre accuratamente sagomate, le maniglie finemente disegnate (diverse per i locali di rappresentanza e quelli di servizio) esprimono una forte coerenza progettuale ed esecutiva, che fonde armoniosamente struttura e decorazione. 

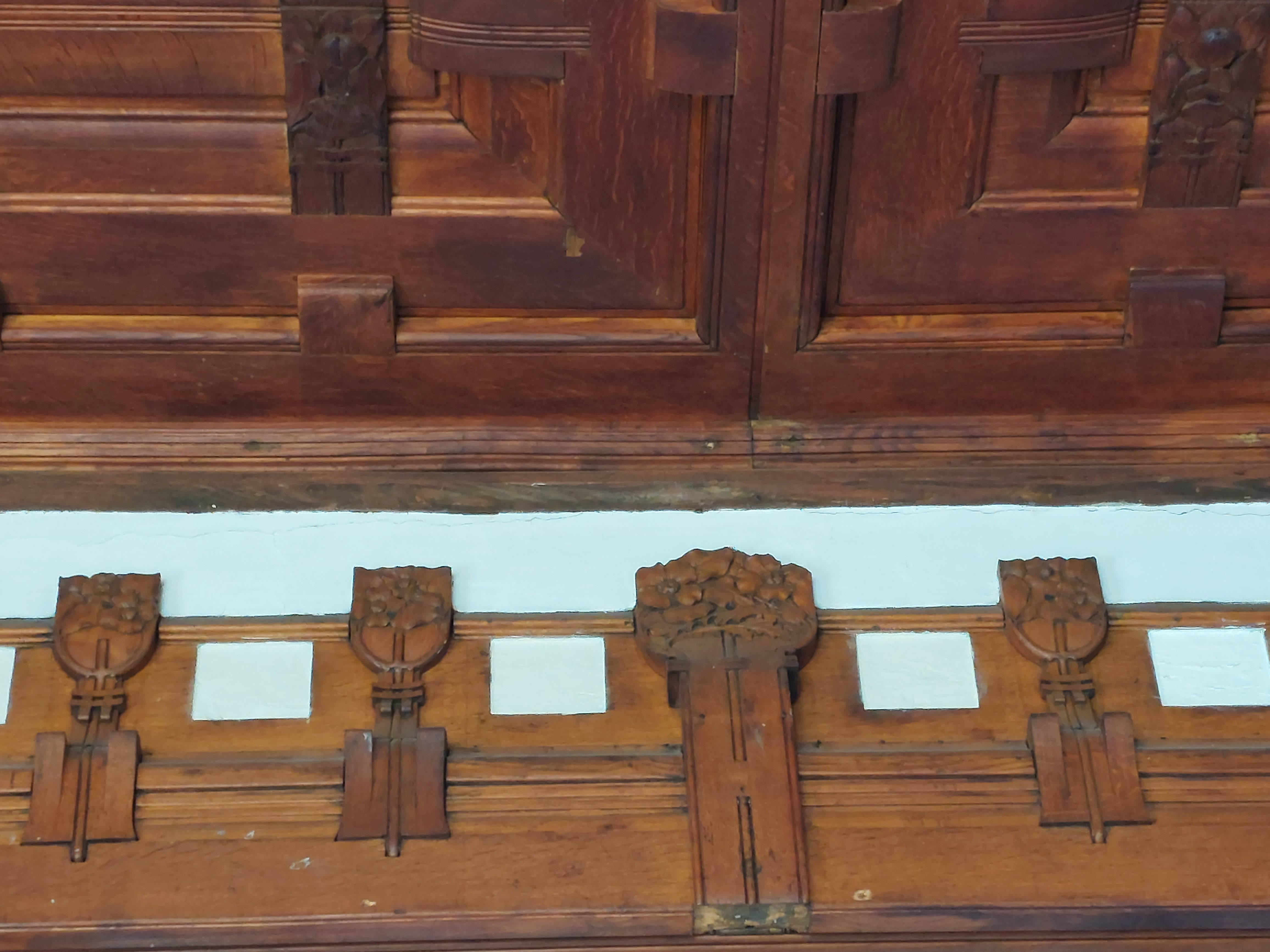
Soffitto in legno di Villa Bernasconi

Purtroppo nulla è rimasto degli arredi originali, a eccezione di una colonna in marmo con vaso e palma (ora presente nella veranda dell'ingresso principale).

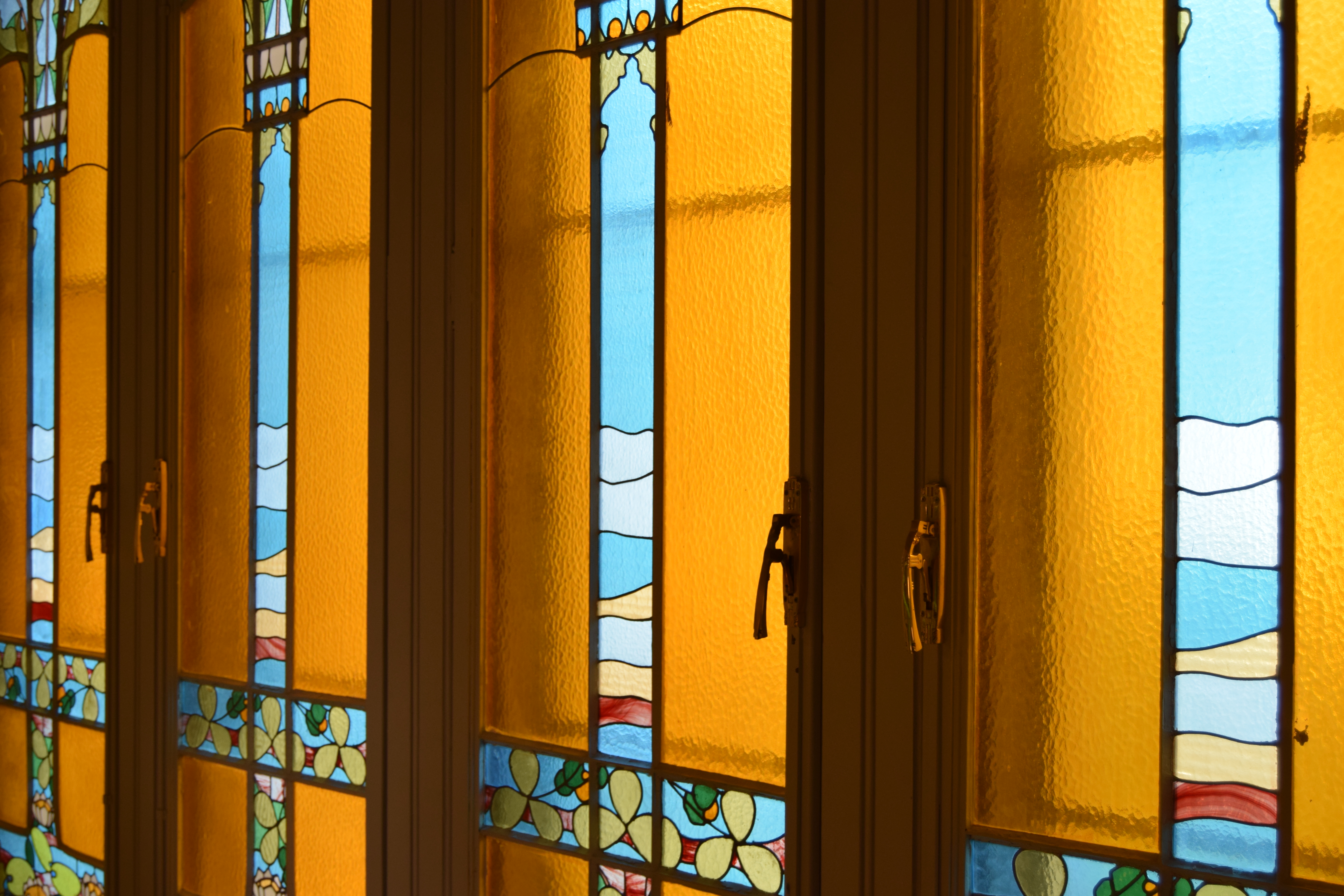
Vetrata interna

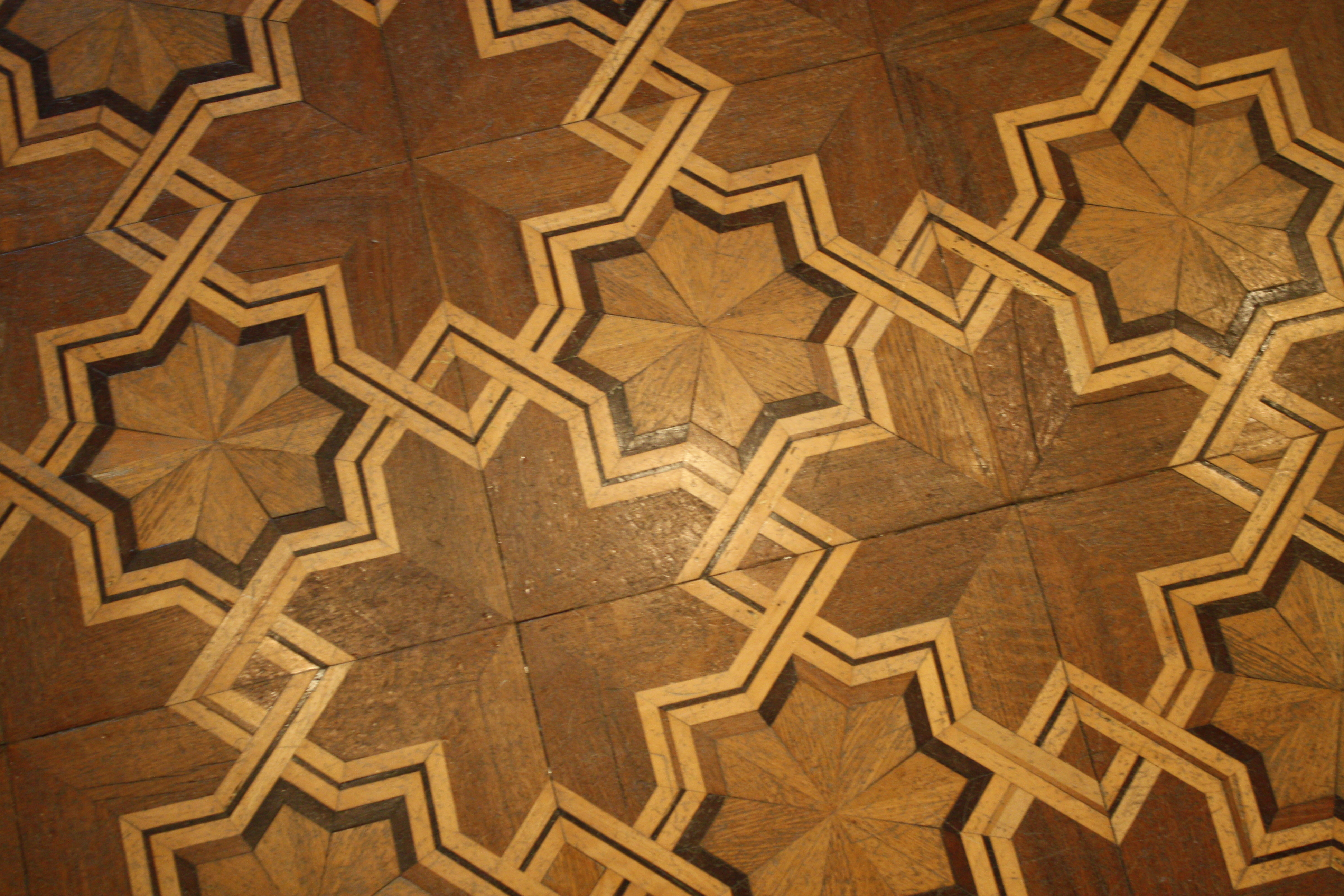
Intarsio nel pavimento